# 밸러리 머해피
밸러리 머해피(영어: Valerie Mahaffey, 1953년 6월 16일 ~ 2025년 5월 30일)는 인도네시아, 미국의 배우이다.

## 작품 목록
- 설리: 허드슨강의 기적